# Peter-John Vettese
Peter-John Vettese (né le 15 août 1956  en Écosse), également connu sous le nom de Peter Vettese, est un claviériste, compositeur, arrangeur et producteur de disques britannique. Vettese est surtout connu pour avoir été le claviériste du groupe de rock progressif Jethro Tull pendant la majeure partie des années 1980.

## Jeunesse
Peter Vettese grandit dans une famille de musiciens à Brechin, Angus, en Écosse. Il commence ses études de musique par des cours de piano à l'âge de 4 ans. À 9 ans, il commence à jouer en public avec le groupe de son père. Il quitte le domicile familial à 17 ans pour rejoindre l'un des plus grands groupes de danse du Royaume-Uni, mais est renvoyé pour avoir répété en compagnie de son propre groupe. Il forme ensuite le groupe de jazz fusion Solaris avec le guitariste Jim Condie et fait des tournées en Écosse et aux États-Unis. Il joue dans des pubs et des clubs en Écosse lorsqu'il lit dans le journal musical Melody Maker une annonce pour un claviériste au sein du groupe de rock progressif Jethro Tull.

## Jethro Tull
Vettese rejoint Jethro Tull en 1982 pour l'enregistrement de leur album The Broadsword and the Beast,,, et fait une tournée avec le groupe pendant les deux prochaines années,, apparaissant sur l'album Live at Hammersmith '84 . Vettese apporte des contributions significatives à l'album fortement électronique de Tull Under Wraps (1984) , tourne avec le groupe de nouveau en 1986 et  enregistre en tant que musicien invité sur Rock Island (1989).
Vettese collabore également avec le leader de Tull Ian Anderson sur son album solo de 1983, Walk into Light,,, Vettese co-écrit la moitié des chansons de l'album qui se distingue par ses contributions innovantes sur les claviers électroniques.

## Carrière ultérieure
Vettese commence une carrière indépendante en tant qu'auteur-compositeur, arrangeur et producteur. Dans les années 1980, il produit et travaille avec un large éventail d'artistes, dont Cutting Crew, Frankie Goes to Hollywood, Go West, Pet Shop Boys, Bee Gees, Cher, Foreigner, Carly Simon et Clannad . En 1987, il réalise son rêve d'enfance de jouer avec Paul McCartney en tant que musicien de session, mais il refuse ensuite une offre de devenir membre du groupe reconstitué de McCartney, Wings.
Plus récemment, il travaille avec Box of Frogs, Simple Minds, Annie Lennox (l'arrangement Grammy de Walking on Broken Glass ), Zucchero, Simon Nicol, Peter Cox, Heather Small, Dido, Sophie B. Hawkins, Andy Leek, Beverley Knight, Hanne Boel, Gary Barlow, Mark Owen, Geri Halliwell, Melanie C, Nate James, Alex Parks, Darren Hayes, Robin Gibb (notamment sur l'album 50 St. Catherine's Drive ) Laura Critchley, Peter Heppner et Spark.
Vettese est actuellement produit par Kobalt Music  et possède son propre studio d'enregistrement à Battersea où il écrit, produit et enregistre également de la musique pour les bandes sonores de films.

## Discographie sélective

### Jethro Tull
- The Broadsword and the Beast (1982)
- Under Wraps (1984)
- Rock Island (1989 - En tant qu'invité)

### Ian Anderson
- Walk into Light (1983)

### Bee Gees
- One (1989)
- Still Waters (1997)
- This Is Where I Came In (2001)

### Simple Minds
- Real Life (1991)

### Robin Gibb
- 50 St. Catherine's Drive (2014)